# Nihonshoki
Nihonshoki (japanska 日本書紀 "Japans krönika i enskilda skrifter", även Nihongi 日本紀, "Japans krönika") är den näst äldsta bevarade boken om Japans uråldriga historia.

## Boken
Nihonshoki är skriven på klassisk kinesiska och omfattar 30 kapitel.
Den börjar, likt Kojiki, med mytologiska berättelser bland annat om hur Amaterasu skapade Japan, men innehåller också för historiker ovärderlig information om dåtida skeenden och händelser under 700-talet.

## Historia
Nihonshoki avslutades år 720 under redigering av Toneri-shinnō (prins Toneri), son till Tenji-tennō (kejsare Tenji) under kejsarinna Genshō.
Det äldsta bevarade manuskriptet är "Shitennōji-exemplaret" som dateras till kring slutet av Naraperioden och början på Heianperioden.
Den första översättningen till engelska "Nihongi, Chronicles of Japan from the Earliest Times to A.D. 697", gjordes 1896 av brittiske William George Aston, en översättning som än idag betraktas som ett standardverk.